# A fantasztikus négyes (film, 2015)
A fantasztikus négyes  (eredeti cím: Fantastic Four) 2015-ben bemutatott amerikai film, amelyet Josh Trank rendezett.
A forgatókönyvet Jeremy Slater, Simon Kinberg és Josh Trank írta. A producerei Simon Kinberg, Matthew Vaughn, Hutch Parker, Robert Kulzer és Gregory Goodman. A főszerepekben Miles Teller, Michael B. Jordan, Kate Mara, Jamie Bell, Toby Kebbell láthatók. A film zeneszerzői Marco Beltrami és Philip Glass. A film gyártója a Marvel Entertainment, a 20th Century Fox, a Constantin Film, a Marv Films, a Kinberg Genre, a Robert Kulzer Productions, a Hutch Parker Entertainment és a TSG Entertainment, forgalmazója a 20th Century Fox. Műfaja akciófilm és sci-fi film.
Amerikában 2015. augusztus 7-én, Magyarországon 2015. augusztus 13-án mutatták be a mozikban.

## Szereplők
| Szereplő                      | Színész                   | Magyar hang          | Leírás |
| ----------------------------- | ------------------------- | -------------------- | --- |
| Reed Richards / Mr. Fantastic | Miles Teller              | Fehér Tibor          | Az iskola után a garázsában fedezte fel a világegyetemet. Képessé válik arra, hogy testét különböző formákba és hosszúságokba nyújtsa. |
| Reed Richards / Mr. Fantastic | Owen Judge (fiatalon)     | Gáspárfalvi Szabolcs | Az iskola után a garázsában fedezte fel a világegyetemet. Képessé válik arra, hogy testét különböző formákba és hosszúságokba nyújtsa. |
| Johnny Storm / Fáklya         | Michael B. Jordan         | Horváth Illés        | Bajkeverő, izgalomkereső és Sue Storm örökbefogadott öccse, aki képes tűzgolyókat lőni és repülni.                                     |
| Sue Storm / Láthatatlan       | Kate Mara                 | Nemes Takách Kata    | Zseniális, független és szarkasztikus, Képes láthatatlanná válni és erőtereket generálni.                                              |
| Ben Grimm / Lény              | Jamie Bell                | Hamvas Dániel        | Érzékeny, hűséges és védelmező barát, kőből készült teste szupererőt ad neki és "elpusztíthatatlanná" teszi.                           |
| Ben Grimm / Lény              | Evan Hannemann (fiatalon) | Ács Balázs           | Érzékeny, hűséges és védelmező barát, kőből készült teste szupererőt ad neki és "elpusztíthatatlanná" teszi.                           |
| Victor Von Doom / Dr. Doom    | Toby Kebbell              | Dévai Balázs         | Sámítástechnikus, akit Dr. Franklin Storm mentorál. Stormban egyfajta új apára talál. Dühös, bosszúálló és okos.                       |
| Dr. Franklin Storm            | Reg E. Cathey             | Vass Gábor           | Johnny biológiai apja és Sue örökbefogadó apja.                                                                                        |
| Dr. Allen                     | Tim Blake Nelson          | Fazekas István       | A kormánynak dolgozó tudós, aki részt vesz a csapat tagjainak képzésében, hogy fejlessze képességeiket.                                |
| Mr. Kenny                     | Dan Castellaneta          | Rosta Sándor         | Reed tanára. |
| Mr. Richards                  | Tim Heidecker             | Kapácsy Miklós       | Reed mostohaapja. |
| Jimmy Grimm                   | Chet Hanks                | Czető Roland         | Ben testvére. |